# テカテ (バハ・カリフォルニア州)
テカテ（Tecate）は、メキシコ・バハ・カリフォルニア州にある市、基礎自治体。
アメリカとの国境をはさんでカリフォルニア州テカテと接している。テカテ・ロード（カリフォルニア州道188号）が国境まで伸び、そこに入国検問所 (Tecate Port of Entry) がある。

## 概要
テカテはバハ・カリフォルニア州を構成する5つの基礎自治体（ムニシピオ）のひとつで、その筆頭市も同名のテカテである。周囲を美しい山々に囲まれ、景観に優れた町として知られる。

## 地理
テカテはバハ・カリフォルニア州北西部に位置し、北はアメリカ合衆国との国境（カリフォルニア州サンディエゴ郡）、東はメヒカリ、西はティフアナ、南はエンセナーダに接している。面積は2,686.9平方キロメートルである。
アメリカ合衆国との国境にあるクチュマ丘は先住民のクミアイ族にとって神聖な丘とされ、メキシコの無形文化遺産に指定されている。

## 歴史
この地には先住民のクミアイ族が住んでいた。テカテという地名は先住民の言葉に由来するといわれるが、その意味は諸説あって明らかでない。18世紀にはミッション・サンディエゴ (Mission San Diego de Alcalá) に従属していた。
1833年、ペルーのリマ生まれでサンディエゴの住人だったフアン・バンディーニがテカテに広大な土地の所有（ランチョ・テカテ）を認められた。
1861年の大統領令でテカテが農業植民地に指定され、1888年4月2日にテカテ村（プエブロ）が成立した。1910年の人口はわずか190人だった。
1914年にサン・ディエゴ＝アリゾナ鉄道 (San Diego and Arizona Railway) の駅が作られた。
1917年3月8日に基礎自治体（ムニシピオ）が作られ、1919年に最初の都市計画が立てられたが、1923年にテカテのムニシピオは解消され、メヒカリの一部とされた。1925年にはティフアナの一部とされた。1953年12月29日にふたたびテカテのムニシピオが独立した。
1924年にバーボン・ウイスキーの工場が設立された。
1943年にテカテ・ビール醸造所が設立された（現在はクアウテモック・モクテスマ醸造会社の一部）。「テカテ」ブランドのビールはハイネケンによって世界的に売られている。
2012年、テカテはプエブロ・マヒコのひとつに選ばれた。